# Mátyás Győri
Mátyás Győri (Debrecen, 2 de febrero de 1997) es un jugador de balonmano húngaro que juega de central en el Ferencvárosi TC húngaro. Es internacional con la selección de balonmano de Hungría.
Con la selección ganó la medalla de plata en el Campeonato Europeo de Balonmano Masculino Junior de 2014. Con la selección absoluta debutó en 2016.

## Palmarés

### Veszprém
- Copa de Hungría de balonmano (1): 2018

## Clubes
- Balatonfüredi KSE (2013-2017)
- MKB Veszprém (2017-)[2]
- Tatabánya KC (2018-2019) (cedido)
- Tatabánya KC (2019-2024)
- Ferencvárosi TC (2024- )